# Harry Emerson Fosdick
Harry Emerson Fosdick (24 de maio de 1878, Buffalo - 5 de outubro de 1969, em Bronxville, Nova Iorque) foi um pastor norte-americano. Fosdick se tornou uma figura central na "controvérsia fundamentalista-modernista" dentro do protestantismo americano na década de 1920 e 1930 e foi um dos mais proeminentes ministros liberais do início do século XX. Apesar de Batista, ele era pregador convidado na Cidade de Nova Iorque na Primeira Igreja Presbiteriana, na West Twelfth Street, Manhattan e, em seguida, na histórica, inter-denominacional Igreja de Riverside, fundada pelo filantropo John D. Rockefeller, Jr..
Era considerado um homem pacato, e também um dos mais influentes clérigos americanos de sua época. Em 1922 proferiu um famoso sermão na Convenção Batista (que posteriormente foi publicado no The Baptist, sob o título "Os fundamentalistas vencerão?"), no qual pediu mais tolerância. A reação a esse discurso foi rancorosa e de "visceral repugnância" contra os ideais liberais por parte de várias congregações religiosas.